# Жуков, Михаил Николаевич
Михаи́л Никола́евич Жу́ков (1901—1960) — советский дирижёр, композитор. Заслуженный артист РСФСР (1941). Заслуженный деятель искусств Латвийской ССР (1949). Лауреат Сталинской премии второй степени (1950).

## Биография
М. Н. Жуков родился 1 (14) января 1901 года в Москве. В 1918 году окончил Народную хоровую капеллу по классу Н. С. Голованова. В 1928—1932 годах и 1935—1941 годах дирижёр МАМТ имени К. С. Станиславского и Вл. И. Немировича-Данченко (с 1939 года главный дирижёр). В 1944—1946 годах дирижёр Московского театра оперетты. С 1946 года дирижёр, с 1948 года главный дирижёр ГАТОБ Латвийской ССР. В 1951—1957 гг. дирижёр Большого театра в Москве.
М. Н. Жуков умер 8 ноября 1960 года. Похоронен в Москве на Новодевичьем кладбище (участок № 5).

## Творчество

### Оперы
- «Триумф» (1924)
- «Овод» (1928)
- «Гроза» (1941)

### Постановки опер
- 1940 — «Семён Котко» С. С. Прокофьева (мировая премьера)
- 1949 — «Сказание о невидимом граде Китеже и деве Февронии» Н. А. Римского-Корсакова
- 1949 — «Борис Годунов» М. П. Мусоргского
- 1952 — «Сорочинская ярмарка» М. П. Мусоргского и Ц. А. Кюи
- 1957 — «Вертер» Ж. Массне

### Дискография
Жуков с оркестром БСО ВР осуществил первую полную запись оперы Прокофьева «Семён Котко».

## Награды и премии
- Сталинская премия второй степени (1950) — за дирижирование балетным спектаклем «Борис Годунов» М. П. Мусоргского на сцене ГАТОБ Латвийской ССР
- заслуженный артист РСФСР (1941)
- заслуженный деятель искусств Латвийской ССР (1949)